# اش گروو (میزوری)
اش گروو (به انگلیسی: Ash Grove) یک شهر در ایالات متحده آمریکا است که در شهرستان گرین، میزوری واقع شده است. اش گروو ۳٫۱۶ کیلومتر مربع مساحت و ۱٬۴۷۲ نفر جمعیت دارد و ۳۱۹ متر بالاتر از سطح دریا واقع شده است.
جمعیت آن در سرشماری سال ۲۰۲۰، ۱۵۱۲ نفر بود. این شهر بخشی از منطقه آماری متروپولیتن اسپرینگفیلد، میزوری است.

### تاریخچه
اش گروو در سال ۱۸۵۳ بنا شد و به خاطر وجود یک درخت زبان گنجشک در نزدیکی محل اصلی شهر نامگذاری شد. این شهر از سال ۱۸۴۹ دارای یک دفتر پست بوده است. قبرستان بری، خانه ناتان بون و انبار گیل‌مور در فهرست اماکن تاریخی ملی ثبت شده‌اند.

### جغرافیا
اش گروو در مختصات ۳۷°۱۸′۵۶″N 93°۳۵′۲″W قرار دارد و مساحت آن ۱٫۳۳ مایل مربع (۳٫۴۴ کیلومتر مربع) است که همگی زمین می‌باشد. این شهر تقریباً بیست مایل شمال غربی اسپرینگفیلد واقع شده است.

### جمعیت‌شناسی
طبق سرشماری سال ۲۰۱۰، جمعیت شهر ۱۴۷۲ نفر بوده است که تراکم جمعیت ۱۲۰۶٫۶ نفر در هر مایل مربع (۴۶۵٫۹ کیلومتر مربع) بوده است. ترکیب نژادی شهر ۹۷٫۴٪ سفیدپوست، ۰٫۱٪ آفریقایی آمریکایی، ۰٫۶٪ بومی آمریکایی، ۰٫۱٪ آسیایی، و ۱٫۶٪ از دو یا چند نژاد بوده‌اند. ۱٫۸٪ از جمعیت، اسپانیایی یا لاتین تبار بوده‌اند.